# Mohamed Shahabuddeen
Mohamed Shahabuddeen (* 7. Oktober 1931 in Vreed en Hoop; † 17. Februar 2018) war ein Jurist aus Guyana. Er wirkte zwischen 1962 und 1987 in verschiedenen ranghohen staatlichen Positionen seines Heimatlandes, unter anderem von 1978 bis 1987 als Justizminister sowie zeitweise als amtierender Außenminister, als Vizepräsident und als stellvertretender Premierminister. Zwischen 1988 und 1997 war er Richter am Internationalen Gerichtshof, ab 1997 gehörte er dem Internationalen Strafgerichtshof für das ehemalige Jugoslawien und dem Internationalen Strafgerichtshof für Ruanda an.

## Leben
Mohamed Shahabuddeen wurde 1931 in Vreed en Hoop geboren und studierte Rechtswissenschaften an der University of London, an der er 1953 einen Bachelor of Laws (LL.B.) und sechs Jahre später einen Master of Laws (LL.M.) erwarb sowie 1970 promovierte. Ab 1954 wirkte er in privater Praxis in seinem Heimatland, bevor er dort 1959 in den Staatsdienst wechselte. Von 1962 bis 1973 war er als stellvertretender Generalstaatsanwalt (Solicitor-General) sowie ab 1971 zusätzlich als Berufungsrichter tätig. 1973 übernahm er das Amt des Generalstaatsanwalts (Attorney General) und 1978 auch das des Justizministers. Beide Funktionen übte er bis 1987 aus. Darüber hinaus war er zeitweise amtierender Außenminister sowie von 1983 bis 1987 Vizepräsident und stellvertretender Premierminister Guyanas.
Im Jahr 1988 wechselte er als Richter an den Internationalen Gerichtshof (IGH) in Den Haag, an dem er für eine turnusgemäß neunjährige Amtszeit bis Februar 1997 tätig war. Außerdem fungierte er nach Nominierung durch Bahrain beziehungsweise durch Indonesien in zwei Fällen als Ad-hoc-Richter am IGH. Im Mai 1997 wurde er zum Richter an den Internationalen Strafgerichtshof für das ehemalige Jugoslawien (ICTY) gewählt, an dem er ab Juni desselben Jahres zunächst als Mitglied der ersten Verfahrenskammer und später der Berufungskammer wirkte. Von November 1997 bis November 1999 sowie von November 2001 bis Februar 2003 war er Vizepräsident des Gerichtshofs. Ab November 1997 gehörte er darüber hinaus der Berufungskammer des Internationalen Strafgerichtshofs für Ruanda (ICTR) an. Ab 1998 war er auch Mitglied des Ständigen Schiedshofs. Im Januar 2009 wurde er als Richter an den Internationalen Strafgerichtshof gewählt, trat jedoch noch vor Amtsantritt am 16. Februar 2009 aus persönlichen Gründen zurück.
Mohamed Shahabuddeen war außerdem Mitherausgeber beziehungsweise Berater verschiedener juristischer Fachzeitschriften im Bereich des Völkerrechts.

## Auszeichnungen
Mohamed Shahabuddeen erhielt 1992 einen Ehrendoktortitel der University of the West Indies und wurde zwei Jahre später zum Honorary Bencher (berufenes Seniormitglied) der britischen Anwaltskammer Middle Temple ernannt. Außerdem war er Ehrenmitglied der Amerikanischen Gesellschaft für internationales Recht sowie der Indischen Gesellschaft für internationales Recht. Seit 1993 gehörte er darüber hinaus dem Institut de Droit international an, als dessen Vizepräsident er von 1999 bis 2001 fungierte.

## Werke (Auswahl)
- The Legal System of Guyana. Georgetown 1973
- Constitutional Development in Guyana 1621–1978. Georgetown 1978
- From Plantocracy to Nationalisation. Georgetown 1983
- Precedent in the World Court. Cambridge 2007